# Aeropuerto Bowerman
El Aeropuerto Bowerman (IATA: HQM, ICAO: KHQM, FAA LID: HQM), también conocido como Campo Bowerman o Aeropuerto de Hoquiam es un aeropuerto de uso público ubicado a 3 kilómetros al oeste del distrito financiero de Hóquiam, una ciudad en el Condado de Grays Harbor, Washington, Estados Unidos. Es propiedad del puerto de Grays Harbor y de acuerdo con el Plan Nacional de Sistemas Integrados de Aeropuertos de la FAA para el periodo 2009–2013, éste aeropuerto está clasificado como un aeropuerto de aviación general.

## Instalaciones y aeronaves
El aeropuerto de Bowerman se encuentra construido en un terreno de 48.6 hectáreas (145 acres) a una altitud de 18 pies (5 m) sobre el nivel medio del mar. Tiene una pista designada 6/24 con una superficie de asfalto que mide 1,524 metros de largo × 46 metros de ancho. Cuenta también con una calle de rodaje paralela a la pista con 4 calles de rodaje que la conectan con la misma, dichas calles de rodaje tienen una anchura de 15 metros.
entre el 1 de junio de 2010 y el 31 de mayo d 2011, el aeropuerto tuvo 24,625 operaciones de aeronaves, es decir, un promedio de 69 por día, de las cuales 97% fueron de aviación general y 3%de aviación  militar. En mayo del 2011 había 25 aeronaves basados en este aeropuerto, todos monomotores.
El Aeropuerto Bowerman es el único aeropuerto en la costa de Washington con capacidad para recibir jets y también es el único con sistemas ILS y RNAV. Este aeropuerto también tiene capacidad para cargar aeronaves con combustible 100LL y Combustible Jet A.